# 索尔道集中营
索尔道集中营（Soldau concentration camp）是第二次世界大战期间纳粹德国建立关押波兰人和犹太人囚犯的集中营 。集中营位于波兰东北部的小镇贾乌多沃 ，该镇在1939年9月德苏入侵波兰后被并入东普鲁士省 。 
集中营由党卫队奥托·拉施旅队长经莱因哈德·海德里希批准成立，原为一座波兰军营。集中营的第一批囚犯是莫德林要塞的波兰守军，由于缺乏弹药和食物而被迫投降，1939年9月底进入集中营。 该营地在其存在期间被用于各种不同的目的。波兰知识分子、神父和政治犯在该集中营被秘密处决， 此外还有来自该地区所有精神病院的1,558名病人。索尔道集中营还被用作中转营地，用于关押自东普鲁士驱逐到波兰总督府的居民、以及帝国的奴隶劳工。该集中营原计划为关押1,000人的临时营地，很快成为永久性集中营，并被重新划分为劳动教育营（德語：Arbeitserziehungslager），用于关押从新的德国齐谢瑙地区带来的平民。  在总共30,000名囚犯中，有大约10,000-13,000名囚犯死亡。战争结束后，由于受害者人数众多， 国际寻人局最初将该营地列为灭绝营。 

## 集中营历史
贾乌多沃镇位于波兰被第三帝国占领的部分。第一批平民囚犯从波兰-东普鲁士边境的城镇经卡车和火车运达；纳粹将他们赶出家园，意图对非德国人的地区实施彻底的种族清洗。此外，贾乌多沃集中营进行了毒气室的早期试验。  按照T-4行动， 东普鲁士和齐谢瑙地区各疗养院的精神病患者被带到索尔道营地；1940年5月21日至6月8日， 朗格突击队在一辆毒气车上杀害了1,558名病人。朗格利用他在索尔道获得的毒气经验，建立了海乌姆诺灭绝营 。 
集中营没有厕所营房，只有两个露天的覆盖木板的洞。一场斑疹伤寒疫情爆发，造成六名德国警卫和无数囚犯死亡。  1941年夏天，索尔道集中营被重组为“Arbeitserziehungslager ”（字面意思是“工作教育营”）。劳改营的囚犯被分在不同的分营地中，被强制从事农业劳动和建筑工作。该集中营于1945年1月关闭。根据波兰官方的估计，在该集中营的30,000人中有大约13,000名囚犯丧生。 
大屠杀是在占地数百公顷的比亚武茨基森林（波蘭語：Las Białucki）进行的。有一条由集中营囚犯建造的道路通往森林， 受害者经卡车运送到刑场。森林中为等候的党卫队射击者建立了小营房，在道路右侧有五个大坑。现代研究表明，受害者人数可能比原先想象的要多，最多可能有20,000人。其中不仅有被囚禁在索尔道的波兰人和犹太人，还有苏联战俘甚至获罪的德国人。1944年底，数十名犹太人被带入刑场焚烧尸体，随后全体被纳粹屠杀。  

### 下属分营

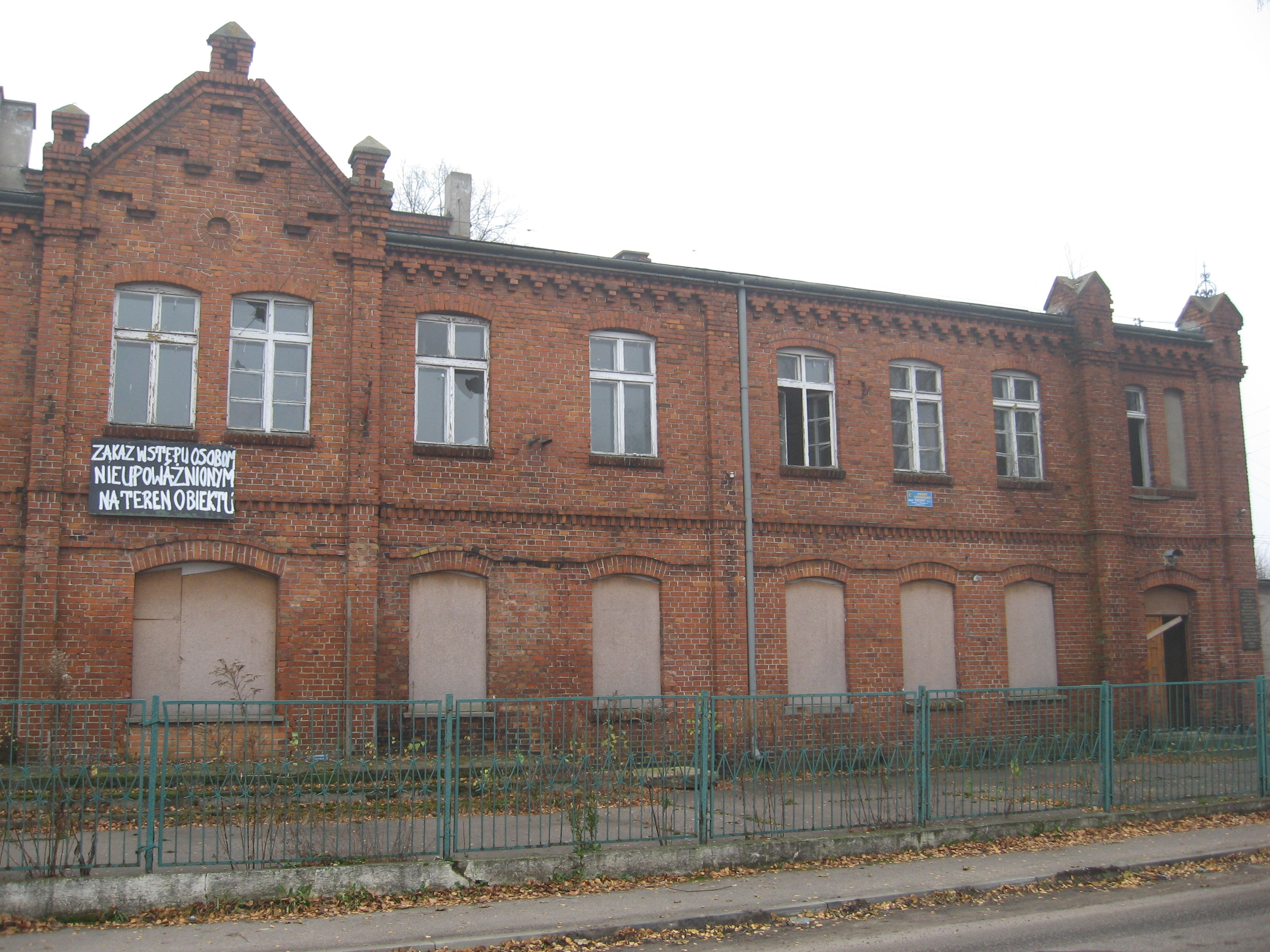
位于伊沃沃-奥萨达的纳粹德国中转营遗迹，属于索尔道集中营的分营

索尔道（贾乌多沃）集中营有三个分营用于关押囚犯。三个分营地位于伊沃沃-奥萨达、姆瓦夫卡、以及诺萨热沃博罗韦。诺萨热窝波洛韦是占地300平方公里的米劳军事训练场（德語：Truppenübungsplatz“Mielau”）的所在地。 该训练场是由索尔道的囚犯和其他平民建造的。 这座被称为“新柏林”的设施被纳粹用于修理和改装用于巴巴罗萨行动的坦克，以及测试反坦克武器和火炮。 
被称为伊沃沃中转营的分营于存在于1941年至1945年间。囚犯被关押在伊沃沃附近的一座砖砌建筑中，以及邻近的军营里。 在囚犯中有多达2,000名5岁及以下的波兰儿童，另外还有待产的孕妇。这些囚犯——包括波兰人和苏联人（巴巴罗萨行动之后）——通常只被关押几天便被转移。许多孩子父母是已经被驱逐到第三帝国的奴隶劳工。这些孩子经过德国化的选拔，并被送往德国家庭。在未被选中的人中，死亡率非常高。集中营里没有药品也没有医生，食物和水是配给的。分娩后的女囚犯被送回其他劳动营。

### 著名囚犯

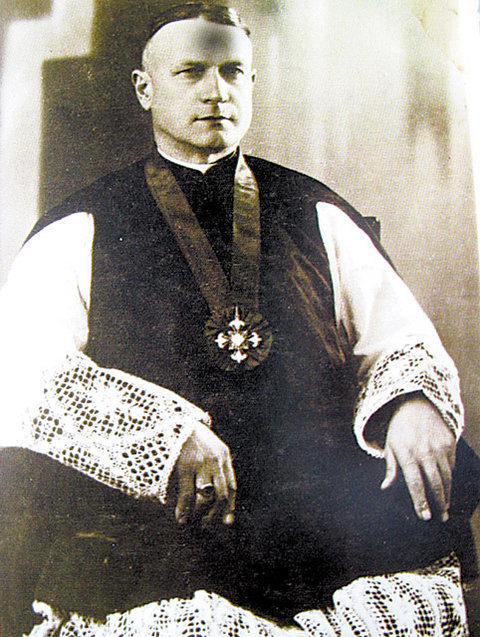
瓦迪斯瓦夫·斯凯尔科夫斯基牧师，于1941年在集中营遇害

索尔道集中营的已知受害者包括： 
- 真福安东尼·尤利安·诺沃维伊斯基（英语：Antoni Julian Nowowiejski），罗马天主教主教 （1858-1941） [17]
- 真福莱昂·韦特曼斯基（Leon Wetmański），罗马天主教主教（1886-1941） [17]
- 梅齐斯瓦瓦·科瓦尔斯卡（Mieczysława Kowalska），修女（1902-1941）， 第二次世界大战108殉道者（英语：108 Martyrs of World War II）之一
- 瓦迪斯瓦夫·斯凯尔科夫斯基（英语：Władysław Skierkowski），牧师（1886-1941）

## 贾乌多沃的苏联内务人民委员部集中营
1945年1月18日，进军波兰的苏联红军进入集中营后，贾乌多沃空出的纳粹营地被恢复，用作内务人民委员部秘密警察的囚犯拘留营 。其关押对象包括德意志帝国人以及来自波美拉尼亚、瓦尔米亚、馬祖里亞和马佐夫舍地区的德意志裔人。集中营于1945年底中止，这些囚犯被货运列车自波兰运往苏联的集中营。  

## 注解
1. 1 2 3  Marek Przybyszewski, IBH Opracowania – Działdowo jako centrum administracyjne ziemi sasińskiej (Działdowo as centre of local administration). Internet Archive, 2010年10月22日。
2. ↑  Marcin Hajduk. . Fall Weiss : Infanterie Regiment 4 Kolberg (now Kołobrzeg, Poland). 2011  [2 August 2014]. （原始内容存档于2017-10-13）. YouTube上的32 Division Infanterie Regiment 4 – Plan Barbarossa
3. ↑  Henry Friedlander (1995). The Origins of Nazi Genocide: From Euthanasia to the Final Solution, p. 139. The University of North Carolina Press. ISBN 0-8078-4675-9.
4. 1 2  Stefan M. . Source: Das nationalsozialistische Lagersystem by Martin Weinmann, Anne Kaiser, Ursula Krause-Schmitt. International Tracing Service (1949).   [28 July 2014]. （原始内容存档于2014-07-28）.
5. ↑  Browning, p. 34
6. 1 2  Christopher R. Browning. . W. W. Norton & Company. 2011: 53–54  [2019-02-20]. ISBN 0393338878. （原始内容存档于2019-04-09）.
7. ↑  The Simon Wiesenthal Center. "Responses to Revisionist Arguments （页面存档备份，存于）".访问于2006年11月28日。
8. ↑  Jewish Virtual Library. "The Development of the Gas-Van in the Murdering of the Jews （页面存档备份，存于）". 访问于2006年11月28日。
9. ↑  Christopher R. Browning. . Ibidem. 2011: 54.
10. ↑  Keom.de. "Deutschland – ein Denkmal – ein Forschungsauftrag 1996 bis... 的存檔，存档日期2007-09-27.". Accessed November 28, 2006.
11. ↑  Mroczna historia Lasu Białuckiego. （页面存档备份，存于） Tworzymy aby żyć, żyjemy aby tworzyć. 14 September 2011. （波兰語）
12. ↑  Pasjoniści, Rok Męczenników w Polskiej Prowincji Pasjonistów （页面存档备份，存于） (PDF file, direct download 5.77 MB) Słowo Krzyża 4 (2010), Warsaw. ISSN 1897-7618. Pages: 8–9. （波兰語）
13. 1 2  Praca Zbiorowa. . Polska Niezwykła: Mazowieckie. Przewodnik. Wydawnictwo Demart publishing. 5 June 2012  [1 August 2014]. （原始内容存档于2021-03-15） （波兰语）.
14. ↑  Obóz przejściowy w Iłowie (Transit camp in Iłowo) 的存檔，存档日期2014-08-15. Info Poland.org 2010. Published by Urząd Gminy Iłowo-Osada.
15. ↑  Iłowo: warto zobaczyć (Iłowo points of interest) （页面存档备份，存于） Ilowo.wm.pl, 2010-09-27.
16. ↑  Iłowo-Osada. Hitlerowski Obóz Przejściowy Soldau (KL) （页面存档备份，存于） Polska Niezwykła: warmińsko-mazurskie. Przewodnik.
17. 1 2  Document 3264-PS. Nazi Conspiracy and Aggression, Volume V. US Government Printing Office, Washington DC: 1946, pp. 1018–1029.
18. ↑  Zespół. . Zapomniane Obozy (Forgotten Camps). 2014  [19 August 2014]. （原始内容存档于2014-08-21）.
19. ↑  Patryk Piekarski & Jacek Zybert. . Historia. Działdowskie Centrum Caritas. 2006  [19 August 2014]. （原始内容存档于2021-03-15）.